# Iddin-Dagān
Iddin-Dagān (fl. XX secolo a.C.) è stato un sovrano amorreo del periodo paleo-babilonese.
Iddin-Dagān , scritto in cuneiforme di-din dda-gan, durante il periodo antico babilonese, rimase in carica negli anni, che vanno da ca. il 1910 a.C., a ca. il 1890 a.C., secondo la cronologia bassa o da ca. il 1975 a ca. il 1954 a.C., secondo la cronologia media. È stato il terzo re della Prima dinastia di Isin, succedendo al padre, Shu-Ilishu. Regnò 21 anni secondo la Lista reale sumerica. Nella dinastia è il più conosciuto, per la sua partecipazione al rito del Matrimonio sacro e l'inno osé che lo descrive.

## Biografia
I suoi titoli sono stati: potente re, re di Isin (a volte indicato come re di Ur), re della terra di Sumer e di Akkad  Il primo riferimento a lui si trova su una ricevuta ove si legge :  "Nell'anno Iddin-Dagan (era) il re e la (sua) figlia Matum-Niatum (letteralmente: "la terra che appartiene a noi") è stata presa in sposa dal re di Anshan.". Secondo alcuni studi, questo re di Anshan doveva essere Imazu, figlio di Kindattu, che era monarca della dinastia Shimashki.

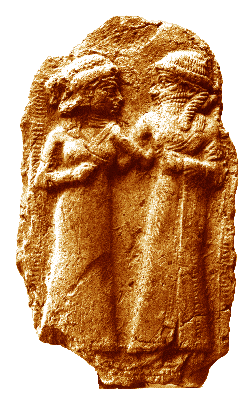
Il matrimonio tra Inanna e Dumuzi.

Esiste solo una testimonianza, riportata su un monumento eretto durante il suo regno. Si tratta di un'iscrizione votiva ritrovata su un frammento di statua  , che invoca Nisina e Damu a maledire chiunque favorisse ingiurie contro la stessa scultura.
Due tavolette d'argilla di epoca successiva, che citano questo monarca , furono trovate dall'archeologo Leonard Wooley nei resti di un edificio, adibito a scuola di scribi  presso Enunmah vicino Ur.
Recavano la data del XIV anno del regno di Gungunum (fra gli anni 1868 a. C. e 1841 a.C.) della dinastia di Larsa. Furono scritte dopo la conquista della città, da parte di Iddin-Dagān.
In epoca antica, furono rinvenute 117 anni, dopo la loro stesura, da Enlil-bāni  a Nippur
Una riguardava l'iscrizione di un oggetto, non ben specificato, dedicato alla dea Inanna, recante, nel sigillo, dati riferiti ad un suo funzionario.
L'altra evidenziava l'utilizzo delle sembianze di Iddin-Dagān, in due statue di rame dedicate alla dea Ninlil .
La principale motivazione, per cui questo monarca amorreo viene ricordato, è la cerimonia del Matrimonio sacro. Questo rituale avveniva annualmente, poco prima della luna nuova, durante l'equinozio d'Autunno. Il fine era quello di assicurare il rinnovamento della fecondità ed insieme quello della vita umana, animale e vegetale, sulla terra.
Il re impersonava Dumuzi ed una sacerdotessa interpretava il ruolo di Inanna. Secondo il Sir-namursaḡa, l'inno che descrive questi eventi, in dieci sezioni ( Kiruḡu ), il cerimoniale comprendeva la processione di prostituti maschi, donne, scelte in base alla loro rettitudine e saggezza, tamburini, nonché sacerdotesse e sacerdoti muniti di spade per i sacrifici rituali. Il tutto era accompagnato da musica e seguito da offerte e sacrifici per la dea Inanna, o Ninegala.
La cerimonia raggiungeva il suo culmine con l'assembramento degli sag-giga ( letteralmente, gente dalla testa nera), intorno ad un palco, appositamente eretto per l'occasione, ove il re e la sacerdotessa copulavano, immersi in un bagno di folla, in un'atmosfera catartica.
Viene così descritto:
(Šir-namursaḡa (inno) a Inanna per Iddin-Dagān)
Ci sono quattro inni esistenti riferiti a questo monarca, che, a parte l'Inno del Matrimonio Sacro, includono una poesia in lode al re, un canto di guerra e una preghiera dedicatoria.

## Reperti archeologici
1. ↑  Prism AO 8864, Louvre.
2. ↑  Sumerian King List extant in 16 copies, Scheda Archiviato il 30 luglio 2016 in Internet Archive. su livius.org.
3. ↑  Tablet UM 55-21-102, University Museum, Philadelphia.
4. ↑  Dynastic list of the kings of Awan and Simashki, Sb 17729 in the Louvre.
5. ↑  MM 1974.26 Medelhavsmuseet, Stockholm.
6. ↑  Tablets IM 85467 and IM 85466, Museo nazionale iracheno.
7. ↑  Excavation number U 2682.
8. ↑  Išbi-Erra and Kindattu, tablets N 1740 + CBS 14051.
9. ↑  Tablet UM L-29-578, University Museum Philadelphia.

## Iscrizioni cuneiformi
1. ↑  lugal-kala-ga, lugal-i-si-in-KI-ga (lugal-KI-úri-ma), lugal-KI-en-gi-KI-uri-ke4.
2. ↑  mu dI-dan dDa-gan lugal-e [Ma]-tum-ni-a-tum [dumu-mí]-a-ni lugal An-ša-an(a)[ki] ba-an-tuk-a.